# Filmjahr 1942
Liste der Filmjahre

◄◄ | ◄ | 1938 | 1939 | 1940 | 1941 | Filmjahr 1942 | 1943 | 1944 | 1945 | 1946 | ► | ►►

Weitere Ereignisse

## Ereignisse
- 10. Januar: Mickey Rooney heiratet Ava Gardner.
- 3. April: In den USA hat der Spielfilm Rudyard Kipling’s Jungle Book (Das Dschungelbuch), die erste Verfilmung von Rudyard Kiplings gleichnamigem, Premiere. Die Hauptrolle des Mowgli spielt der indischstämmige Schauspieler Sabu.
- 8. August: Walt Disneys fünfter abendfüllender Trickfilm Bambi, dessen Produktion fast fünf Jahre gedauert hat, hat Weltpremiere in London. Die US-Premiere folgt erst am 13. August in New York.
- 26. November: Im New Yorker Hollywood Theatre erfolgt die Uraufführung des Films Casablanca von Michael Curtiz, nachdem es schon am 22. September in Kalifornien Testaufführungen mit durchwegs positiven Reaktionen gegeben hat. In den Hauptrollen sind Humphrey Bogart und Ingrid Bergman zu sehen.

## Erfolgreichste Filme

### Top 10 in den USA
Die zehn erfolgreichsten Filme an den US-amerikanischen Kinokassen nach Einspielergebnis.
| Platz | Filmtitel                   | Einspielergebnis in US-Dollar |             |
| ----- | --------------------------- | ----------------------------- | ----------- |
| 1.    | Mrs. Miniver                | 5.358.000                     | [ 1 ]       |
| 2.    | Gefundene Jahre             | 4.650.000                     | [ 1 ]       |
| 3.    | Yankee Doodle Dandy         | 4.631.000                     | [ 2 ]       |
| 4.    | Piraten im karibischen Meer | 4.000.000                     | [ 3 ]       |
| 5.    | Der Weg nach Marokko        | 3.800.000                     | [ 4 ]       |
| 6.    | Musik, Musik                | 3.750.000                     | [ 5 ]       |
| 7.    | Wake Island                 | 3.500.000                     | [ 5 ]       |
| 8.    | Der große Wurf              | 3.332.000                     | [ 6 ] [ 7 ] |
| 9.    | For Me and My Gal           | 2.894.000                     | [ 1 ]       |
| 10.   | Somewhere I’ll Find You     | 2.885.000                     | [ 1 ]       |

## Filmpreise

### Academy Awards
Die diesjährige Oscarverleihung findet am 26. Februar im Biltmore Hotel in Los Angeles statt. Aufgrund des Eintritts der Vereinigten Staaten in den Zweiten Weltkrieg findet die Verleihung weniger aufwendig im Rahmen eines Dinners statt.

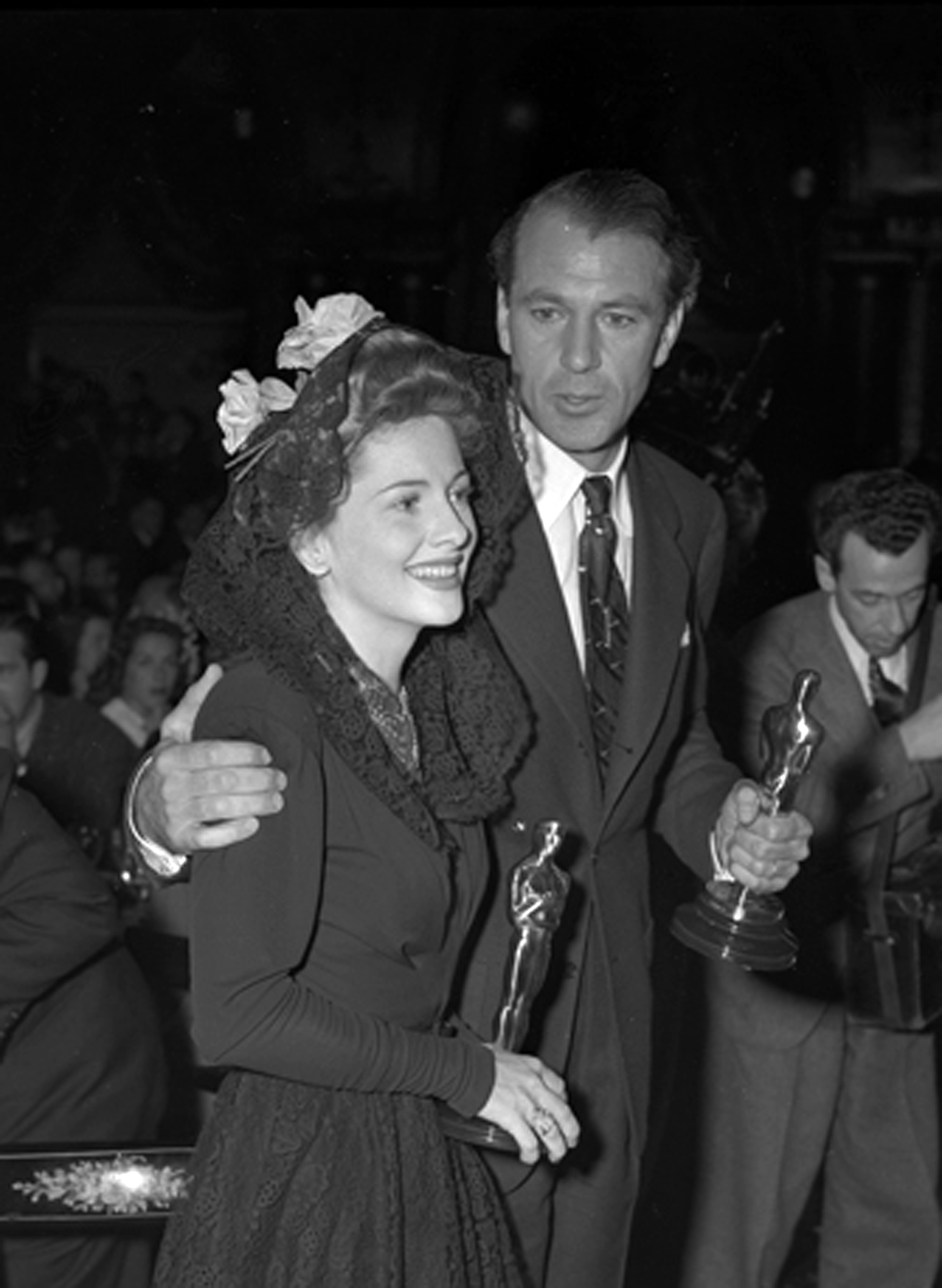
Gary Cooper und Joan Fontaine bei der Oscarverleihung

- Bester Film: Schlagende Wetter von John Ford
- Bester Hauptdarsteller: Gary Cooper in Sergeant York
- Beste Hauptdarstellerin: Joan Fontaine in Verdacht
- Bester Regisseur: John Ford für Schlagende Wetter
- Bester Nebendarsteller: Donald Crisp in Schlagende Wetter
- Beste Nebendarstellerin: Mary Astor in The Great Lie
- Beste Originaldrehbuch: Herman J. Mankiewicz und Orson Welles für Citizen Kane
- Bester Song: Jerome Kern und Oscar Hammerstein für The Last Time I Saw Paris in Lady Be Good
- Beste Musik: Bernard Herrmann für The Devil and Daniel Webster
- Irving G. Thalberg Memorial Award: Walt Disney

Vollständige Liste der Preisträger

### Filmfestspiele von Venedig
Das Filmfestival von Venedig findet vom 30. August bis zum 5. September statt. Die Jury wählte folgende Preisträger aus:
- Bester ausländischer Film: Der große König von Veit Harlan
- Bester italienischer Film: Bengasi von Augusto Genina
- Bester Schauspieler: Fosco Giachetti in Bengasi
- Beste Schauspielerin: Kristina Söderbaum in Die goldene Stadt

### New York Film Critics Circle Award
- Bester Film: In Which We Serve von Noël Coward und David Lean
- Beste Regie: John Farrow für Wake Island
- Bester Hauptdarsteller: James Cagney in Yankee Doodle Dandy
- Beste Hauptdarstellerin: Agnes Moorehead in Der Glanz des Hauses Amberson

### Weitere Filmpreise und Auszeichnungen
- National Board of Review: In Which We Serve von Noël Coward und David Lean

## Geburtstage

### Januar bis März
Januar

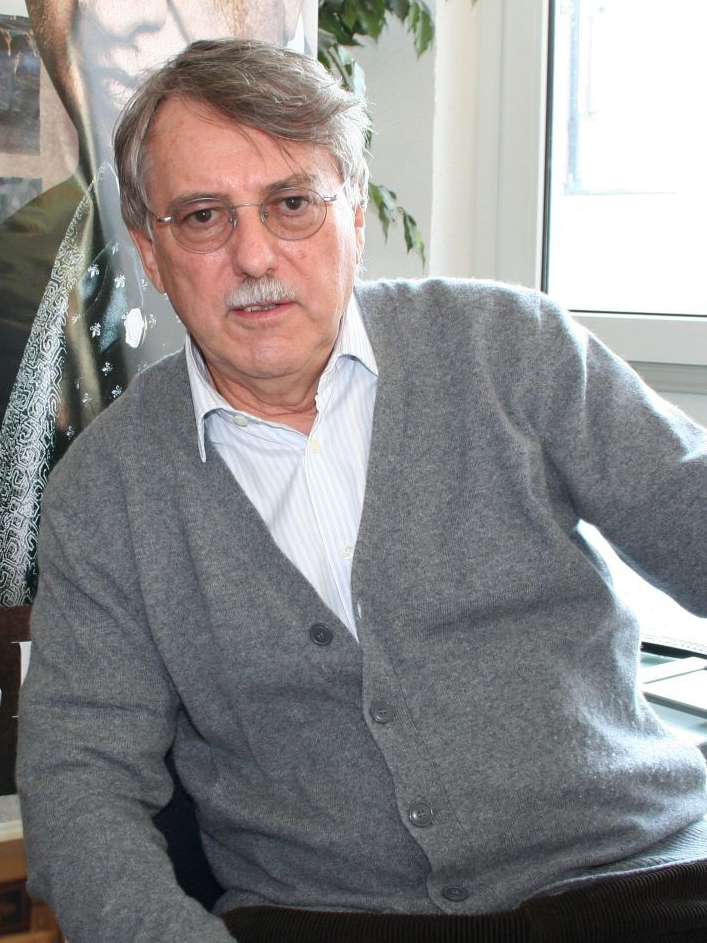
Heinrich Breloer (* 17. Februar)

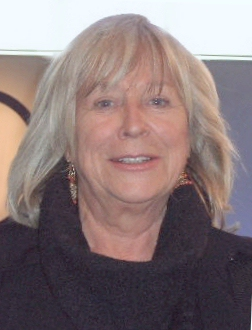
Margarethe von Trotta (* 21. Februar)

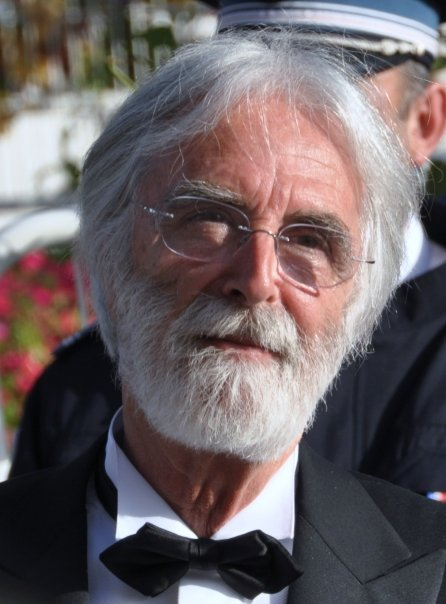
Michael Haneke (* 23. März)

- 01. Januar: Suzy Kendall, britische Schauspielerin
- 05. Januar: Cliff Potts, US-amerikanischer Schauspieler
- 08. Januar: Yvette Mimieux, US-amerikanische Schauspielerin († 2022)
- 10. Januar: Walter Hill, US-amerikanischer Regisseur und Drehbuchautor
- 14. Januar: Michael Gwisdek, deutscher Schauspieler († 2020)
- 16. Januar: Tony Doyle, irischer Schauspieler († 2000)
- 17. Januar: Nancy Parsons, US-amerikanische Schauspielerin († 2001)
- 24. Januar: Ljudmila Saweljewa, russische Schauspielerin
- 27. Januar: Stewart Raffill, US-amerikanischer Regisseur und Drehbuchautor
- 27. Januar: John Witherspoon, US-amerikanischer Schauspieler († 2019)
- 28. Januar: Hans-Jürgen Bäumler, deutscher Eiskunstläufer und Schauspieler
- 30. Januar: Heidi Brühl, deutsche Schlagersängerin und Schauspielerin († 1991)
- 31. Januar: Daniela Bianchi, italienische Schauspielerin
- 31. Januar: Derek Jarman, britischer Regisseur († 1994)

Februar
- 02. Februar: Ron Williams, deutsch-US-amerikanischer Schauspieler und Moderator
- 08. Februar: Robert Klein, US-amerikanischer Schauspieler
- 09. Februar: Marianna Hill, US-amerikanische Schauspielerin
- 09. Februar: Kirsten Thorup, dänische Drehbuchautorin
- 13. Februar: Carol Lynley, US-amerikanische Schauspielerin († 2019)
- 14. Februar: Andrew Robinson, US-amerikanischer Schauspieler
- 17. Februar: Heinrich Breloer, deutscher Regisseur
- 17. Februar: Dieter Laser, deutscher Schauspieler († 2020)
- 20. Februar: Claude Miller, französischer Regisseur († 2012)
- 21. Februar: Margarethe von Trotta, deutsche Regisseurin
- 24. Februar: Jenny O’Hara, US-amerikanische Schauspielerin
- 25. Februar: Karen Grassle, US-amerikanische Schauspielerin
- 26. Februar: Wolf Gremm, deutscher Regisseur und Drehbuchautor († 2015)
- 28. Februar: Edda Köchl-König, deutsche Schauspielerin († 2015)

März
- 01. März: Dennis Lipscomb, US-amerikanischer Schauspieler († 2014)
- 02. März: Jon Finch, britischer Schauspieler († 2012)
- 02. März: John Irving, US-amerikanischer Schriftsteller
- 06. März: Norbert Schwientek, deutscher Schauspieler († 2011)
- 07. März: Phil Parmet, US-amerikanischer Kameramann
- 14. März: Rita Tushingham, britische Schauspielerin
- 15. März: Molly Peters, britische Schauspielerin († 2017)
- 21. März: Françoise Dorléac, französische Schauspielerin († 1967)
- 23. März: Michael Haneke, deutsch-österreichischer Regisseur
- 27. März: Michael York, britischer Schauspieler
- 28. März: Mike Newell, britischer Regisseur
- 29. März: Scott Wilson, US-amerikanischer Schauspieler († 2018)
- 30. März: Kenneth Welsh, kanadischer Schauspieler († 2022)

### April bis Juni
April

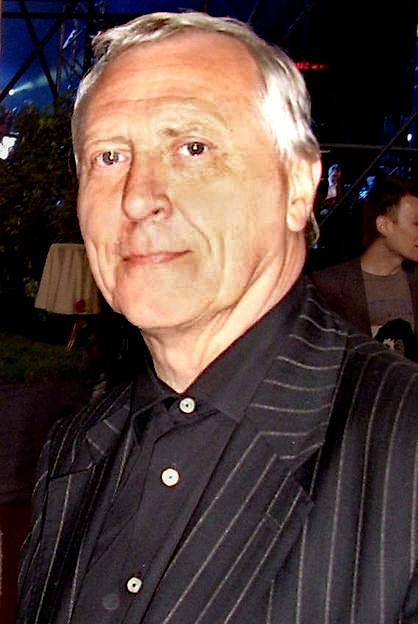
Peter Greenaway (* 5. April)

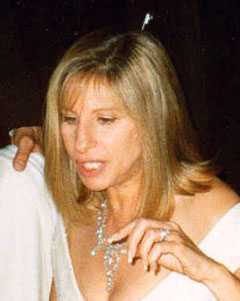
Barbra Streisand (* 24. April)

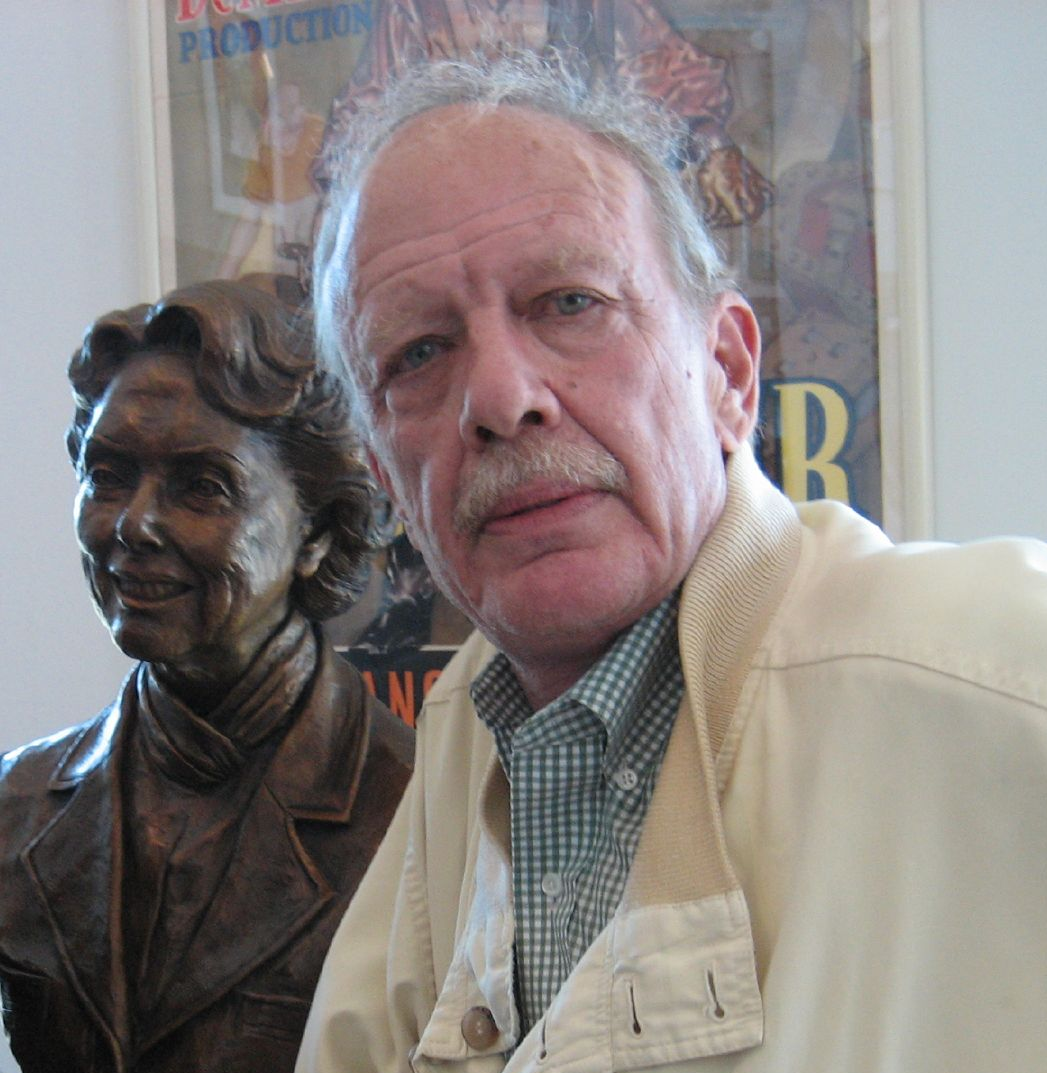
Tom Mankiewicz (* 1. Juni)

- 02. April: Ulrich Weiß, deutscher Filmregisseur und Drehbuchautor († 2022)
- 03. April: Marsha Mason, US-amerikanische Schauspielerin
- 03. April: Marek Perepeczko, polnischer Schauspieler († 2005)
- 03. April: Billy Joe Royal, US-amerikanischer Sänger und Schauspieler († 2015)
- 03. April: Catherine Spaak, belgische Schauspielerin († 2022)
- 05. April: Peter Greenaway, britischer Regisseur
- 06. April: Barry Levinson, US-amerikanischer Regisseur
- 06. April: Anita Pallenberg, deutsche Schauspielerin und Model († 2017)
- 08. April: Douglas Trumbull, US-amerikanischer Regisseur († 2022)
- 09. April: Brandon De Wilde, US-amerikanischer Schauspieler († 1972)
- 09. April: Ida Galli, italienische Schauspielerin
- 10. April: Erden Kıral, türkischer Regisseur († 2022)
- 11. April: Poul Glargaard, dänischer Schauspieler († 2011)
- 13. April: Bill Conti, US-amerikanischer Komponist
- 14. April: Stuart Craig, britischer Szenenbildner
- 14. April: Robert Dalva, US-amerikanischer Filmeditor († 2023)
- 17. April: David Bradley, britischer Schauspieler
- 20. April: Ralf Schermuly, deutscher Schauspieler und Synchronsprecher († 2017)
- 23. April: Sandra Dee, US-amerikanische Schauspielerin († 2005)
- 23. April: Sheila Gish, britische Schauspielerin († 2005)
- 24. April: Barbra Streisand, US-amerikanische Schauspielerin und Regisseurin

Mai
- 02. Mai: Wojciech Pszoniak, polnischer Schauspieler († 2020)
- 05. Mai: Marc Alaimo, US-amerikanischer Schauspieler
- 13. Mai: Roger Young, US-amerikanischer Regisseur
- 14. Mai: Prentis Hancock, schottischer Schauspieler († 2025)
- 14. Mai: Rüdiger Vogler, deutscher Schauspieler
- 22. Mai: Barbara Parkins, kanadische Schauspielerin
- 30. Mai: Gerhard Olschewski, deutscher Schauspieler

Juni
- 01. Juni: Tom Mankiewicz, US-amerikanischer Drehbuchautor und Regisseur († 2010)
- 02. Juni: Thomas Danneberg, deutscher Schauspieler und Synchronsprecher († 2023)
- 06. Juni: Ulrike Ottinger, deutsche Regisseurin
- 08. Juni: Byeon Hee-bong, südkoreanischer Schauspieler († 2023)
- 14. Juni: Allen Daviau, US-amerikanischer Kameramann († 2020)
- 18. Juni: Roger Ebert, US-amerikanischer Filmkritiker († 2013)
- 18. Juni: Nick Tate, australischer Schauspieler und Regisseur
- 19. Juni: Solveig Müller, deutsche Schauspielerin
- 23. Juni: Jörg Pleva, deutscher Schauspieler und Synchronsprecher († 2013)
- 24. Juni: Gernot Endemann, deutscher Schauspieler und Synchronsprecher († 2020)
- 25. Juni: Manolo Otero, spanischer Schauspieler († 2011)
- 25. Juni: Rüdiger Weigang, deutscher Schauspieler († 2022)
- 27. Juni: Jérôme Savary, französischer Regisseur, Autor und Schauspieler († 2013)

### Juli bis September
Juli

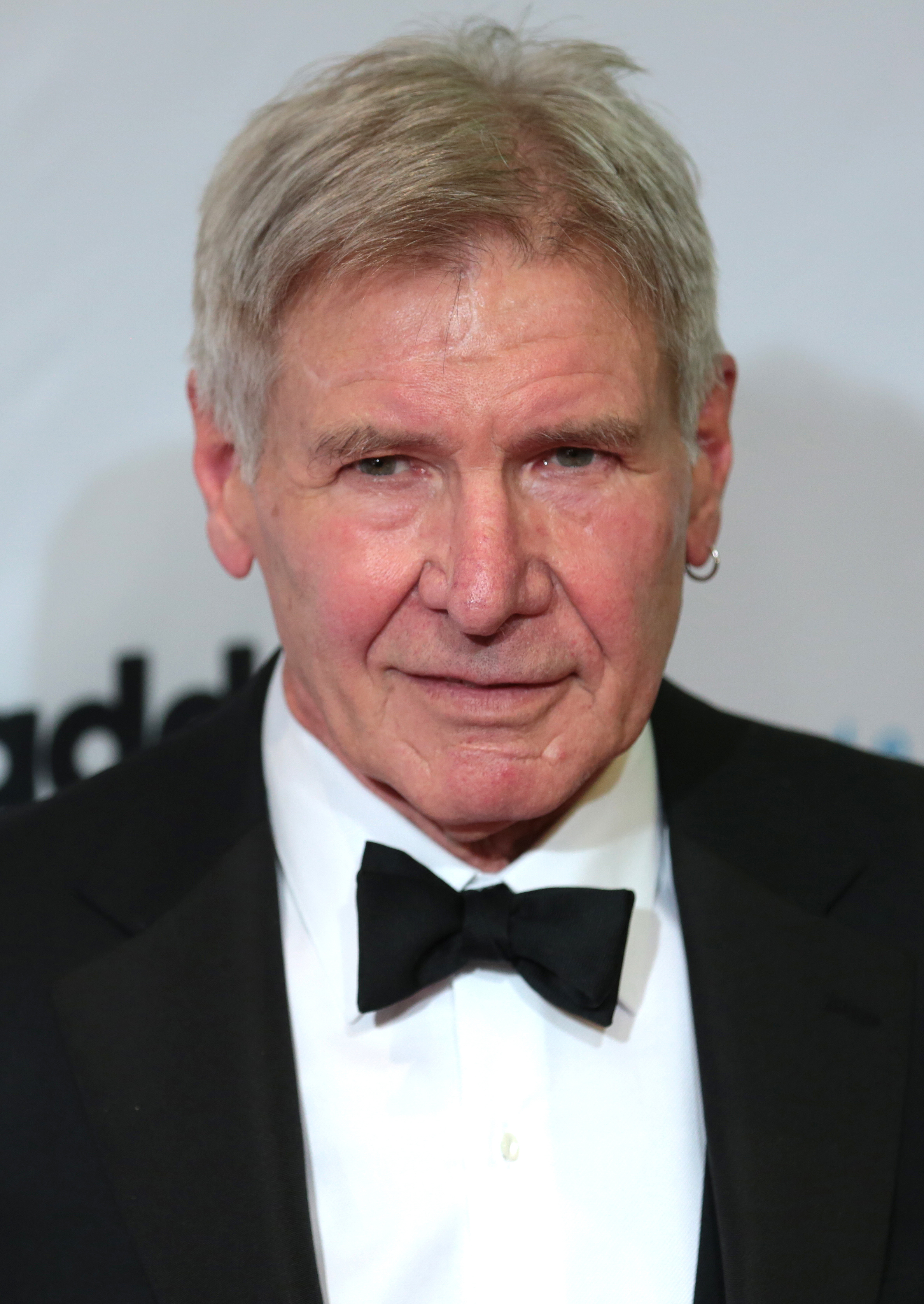
Harrison Ford (* 13. Juli)

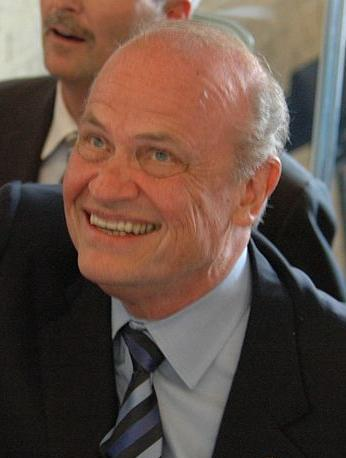
Fred Thompson (* 19. August)

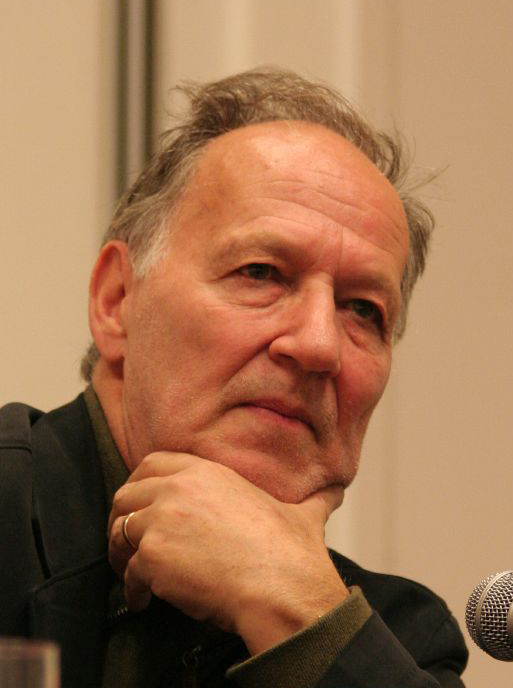
Werner Herzog (* 5. September)

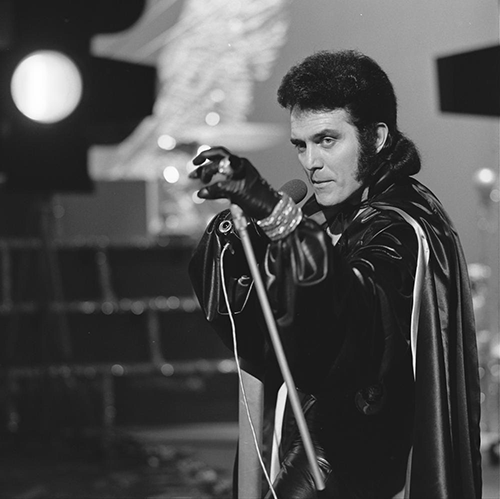
Alvin Stardust (* 27. September)

- 01. Juli: Geneviève Bujold, kanadische Schauspielerin
- 09. Juli: Kirsten Hansen-Møller, dänische Schauspielerin († 2023)
- 09. Juli: Richard Roundtree, US-amerikanischer Schauspieler († 2023)
- 10. Juli: Peter Rühring, deutscher Schauspieler († 2025)
- 12. Juli: Tam White, schottischer Schauspieler und Musiker († 2010)
- 13. Juli: Harrison Ford, US-amerikanischer Schauspieler
- 17. Juli: France Anglade, französische Schauspielerin († 2014)
- 17. Juli: Michael Seresin, neuseeländischer Kameramann
- 21. Juli: Véronique Vendell, französische Schauspielerin
- 22. Juli: Anthony James, US-amerikanischer Schauspieler († 2020)
- 22. Juli: Marianne Nentwich, österreichische Schauspielerin
- 24. Juli: Chris Sarandon, US-amerikanischer Schauspieler
- 25. Juli: Ulla Bergryd, schwedische Schauspielerin († 2015)
- 26. Juli: Hannelore Elsner, deutsche Schauspielerin und Synchronsprecherin († 2019)
- 29. Juli: Tony Sirico, US-amerikanischer Schauspieler († 2022)

August
- 01. August: Giancarlo Giannini, italienischer Schauspieler
- 07. August: Tobin Bell, US-amerikanischer Schauspieler
- 09. August: Miguel Littín, chilenischer Regisseur
- 10. August: John Bailey, US-amerikanischer Kameramann († 2023)
- 17. August: Roshan Seth, britisch-indischer Schauspieler
- 18. August: Henry G. Sanders, US-amerikanischer Schauspieler
- 18. August: Sabine Sinjen, deutsche Schauspielerin († 1995)
- 19. August: Fred Thompson, US-amerikanischer Schauspieler († 2015)
- 20. August: Isaac Hayes, US-amerikanischer Komponist und Schauspieler († 2008)
- 22. August: Monika Lundi, deutsche Schauspielerin († 2025)
- 24. August: Hans Peter Korff, deutscher Schauspieler und Hörspielsprecher († 2025)
- 25. August: Margarita Terechowa, russische Schauspielerin
- 28. August: Lothar Meid, deutscher Komponist und Schauspieler († 2015)
- 29. August: Gottfried John, deutscher Schauspieler († 2014)
- 30. August: Suzanne Roquette, deutsche Schauspielerin († 2020)
- 31. August: George Kuchar, US-amerikanischer Regisseur († 2011)

September
- 05. September: Werner Herzog, deutscher Regisseur, Produzent und Schauspieler
- 11. September: Gerome Ragni, US-amerikanischer Schauspieler († 1991)
- 15. September: Thomas Astan, deutscher Ordenspriester, Schauspieler und Theaterregisseur († 2024)
- 17. September: Lupe Ontiveros, US-amerikanische Schauspielerin († 2012)
- 19. September: David Alexander Hess, US-amerikanischer Komponist, Produzent und Schauspieler († 2011)
- 27. September: Alvin Stardust, britischer Schauspieler und Sänger († 2014)
- 28. September: Pierre Clémenti, französischer Schauspieler und Regisseur († 1999)
- 29. September: Madeline Kahn, US-amerikanische Schauspielerin († 1999)
- 29. September: Ian McShane, britischer Schauspieler

### Oktober bis Dezember
Oktober

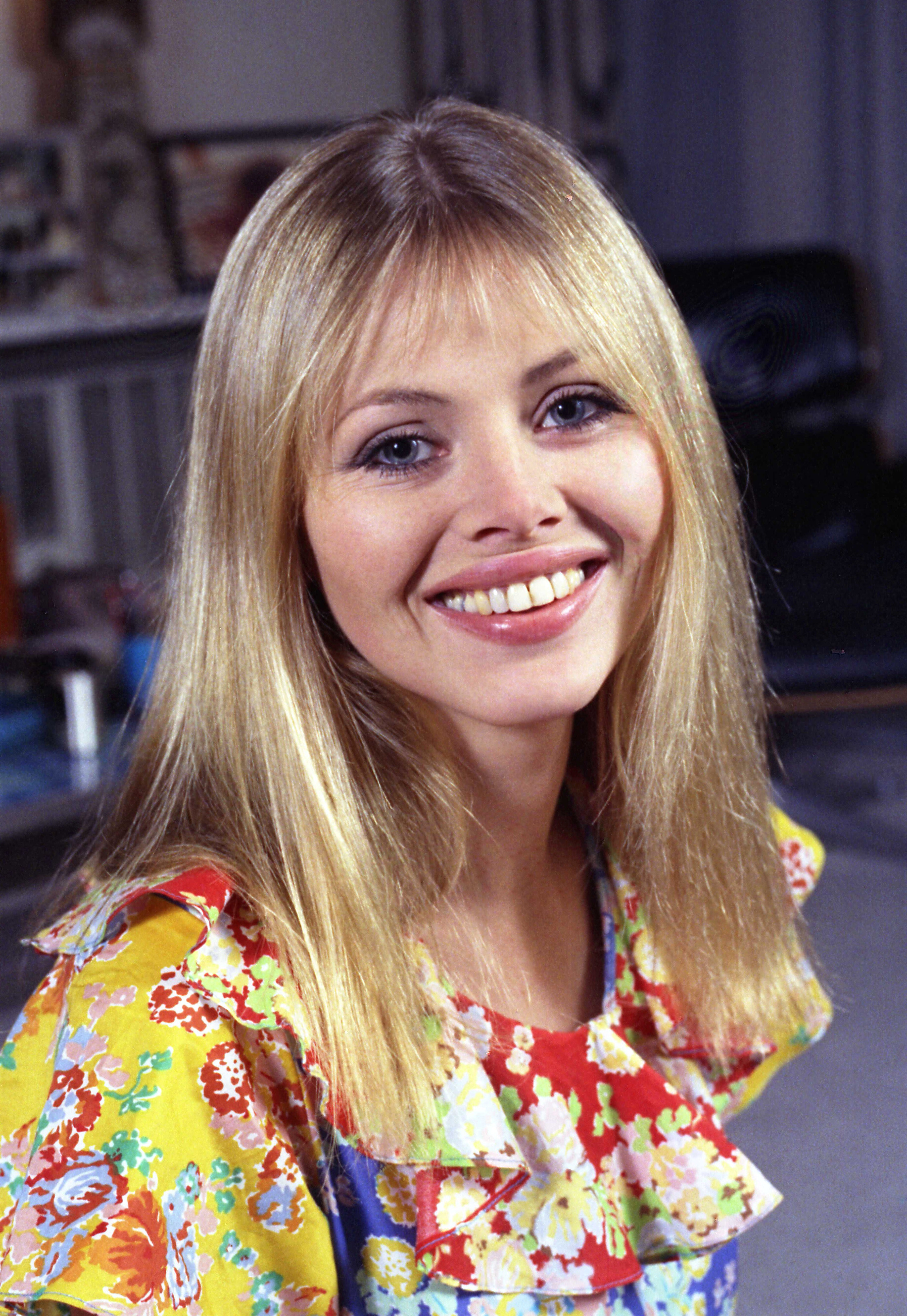
Britt Ekland (* 6. Oktober)

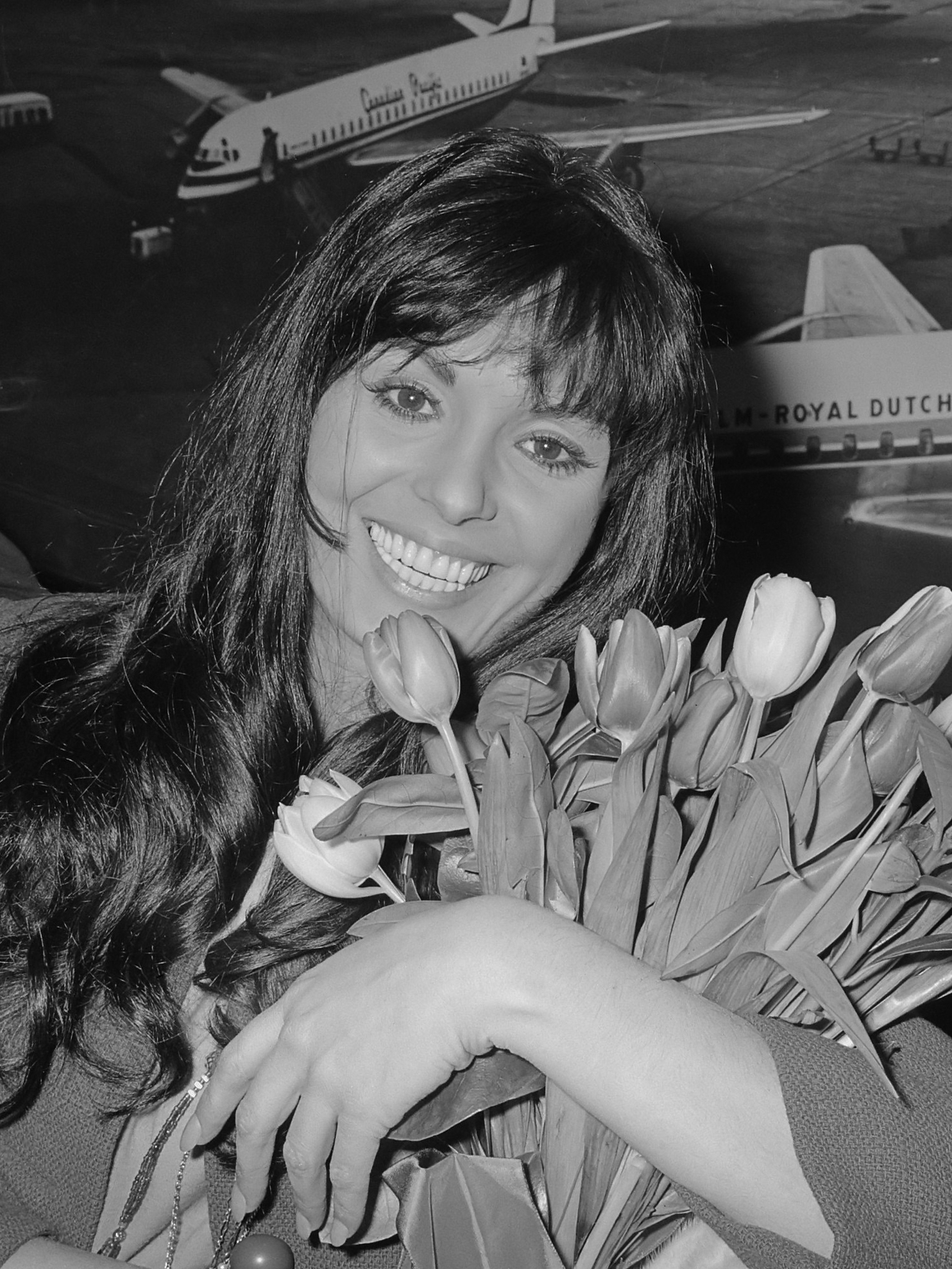
Daliah Lavi (* 12. Oktober)

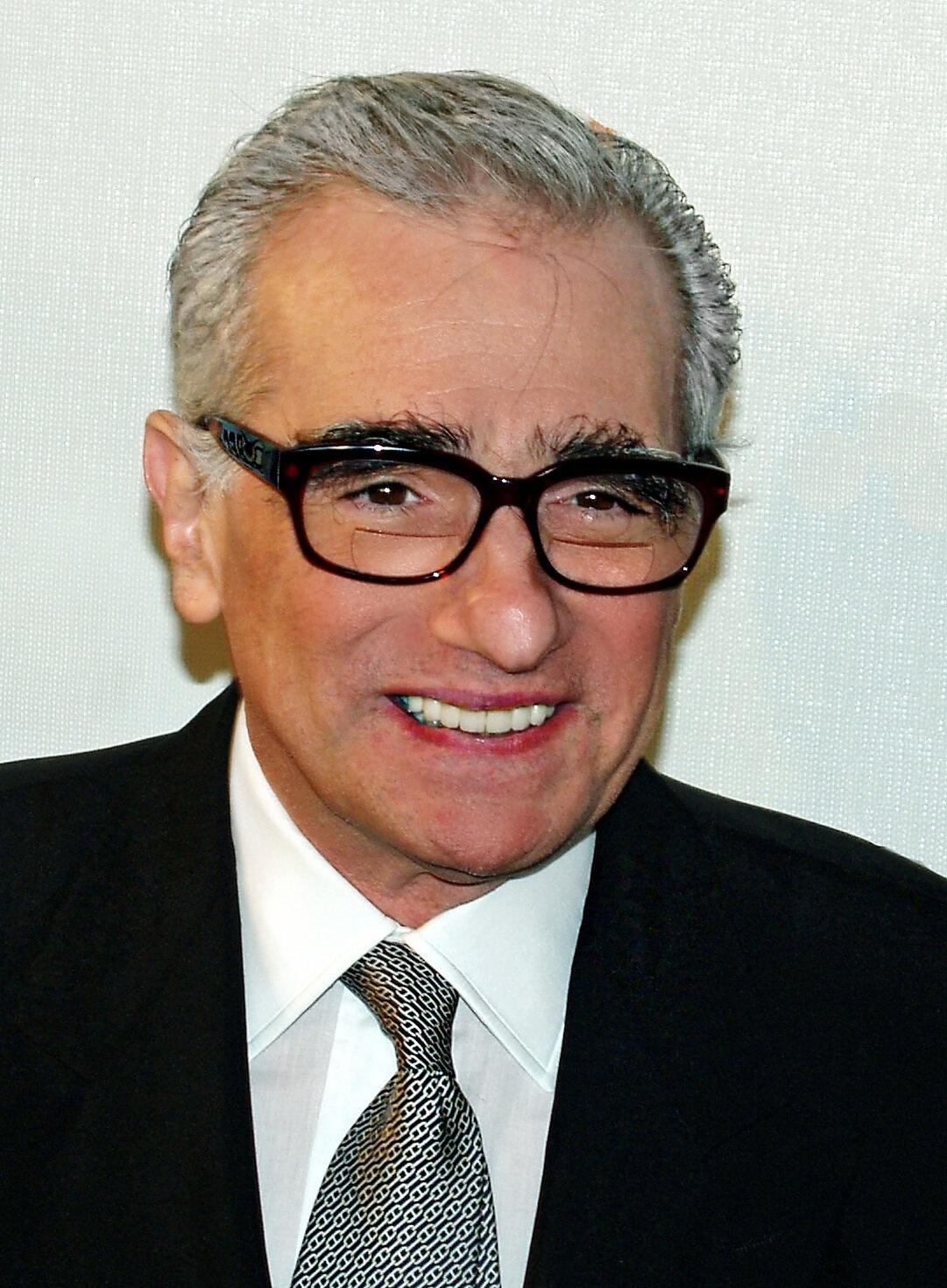
Martin Scorsese (* 17. November)

- 02. Oktober: Manfred Zapatka, deutscher Schauspieler
- 03. Oktober: Alan Rachins, US-amerikanischer Schauspieler († 2024)
- 04. Oktober: Irm Hermann, deutsche Schauspielerin († 2020)
- 05. Oktober: John Seale, australischer Kameramann
- 06. Oktober: Britt Ekland, schwedische Schauspielerin
- 10. Oktober: Bruce Ricker, US-amerikanischer Dokumentarfilmer († 2011)
- 11. Oktober: Amitabh Bachchan, indischer Schauspieler
- 12. Oktober: Daliah Lavi, israelische Schauspielerin und Sängerin († 2017)
- 13. Oktober: Pamela Tiffin, US-amerikanische Schauspielerin († 2020)
- 18. Oktober: Eli Noyes, US-amerikanischer Animator, Grafikdesigner und Regisseur († 2024)
- 20. Oktober: Earl Hindman, US-amerikanischer Schauspieler († 2003)
- 22. Oktober: Annette Funicello, US-amerikanische Schauspielerin († 2013)
- 23. Oktober: Michael Crichton, US-amerikanischer Schriftsteller († 2008)
- 23. Oktober: Carol Littleton, US-amerikanische Filmeditorin
- 25. Oktober: Elsbeth Sigmund, Schweizer Schauspielerin und Lehrerin
- 26. Oktober: Bob Hoskins, britischer Schauspieler († 2014)
- 31. Oktober: David Ogden Stiers, US-amerikanischer Schauspieler († 2018)

November
- 01. November: Ulrich Pleitgen, deutscher Schauspieler († 2018)
- 01. November: Marcia Wallace, US-amerikanische Schauspielerin und Synchronsprecherin († 2013)
- 02. November: Stefanie Powers, US-amerikanische Schauspielerin
- 08. November: Margaret Ladd, US-amerikanische Schauspielerin
- 09. November: Gianni Brezza, italienischer Schauspieler und Regisseur († 2011)
- 11. November: Rolf Schübel, deutscher Regisseur
- 17. November: Martin Scorsese, US-amerikanischer Regisseur
- 18. November: Linda Evans, US-amerikanische Schauspielerin
- 23. November: Susan Anspach, US-amerikanische Schauspielerin († 2018)
- 24. November: Billy Connolly, britischer Schauspieler
- 25. November: Rosa von Praunheim, deutscher Regisseur
- 30. November: Emely Reuer, deutsche Schauspielerin und Synchronsprecherin († 1981)

Dezember
- 01. Dezember: Francis Reusser, schweizerischer Regisseur († 2020)
- 04. Dezember: Tamara Trampe, deutsche Dokumentarfilmerin und Dramaturgin († 2021)
- 11. Dezember: Thomas Mitscherlich, deutscher Regisseur und Drehbuchautor († 1998)
- 16. Dezember: Eugene Robert Glazer, US-amerikanischer Schauspieler
- 23. Dezember: Lars-Erik Berenett, schwedischer Schauspieler († 2017)
- 29. Dezember: Rajesh Khanna, indischer Schauspieler († 2012)
- 29. Dezember: Cordula Trantow, deutsche Schauspielerin
- 30. Dezember: Fred Ward, US-amerikanischer Schauspieler († 2022)

### Tag unbekannt
- Joe Mafela, südafrikanischer Schauspieler und Regisseur († 2017)

## Verstorbene

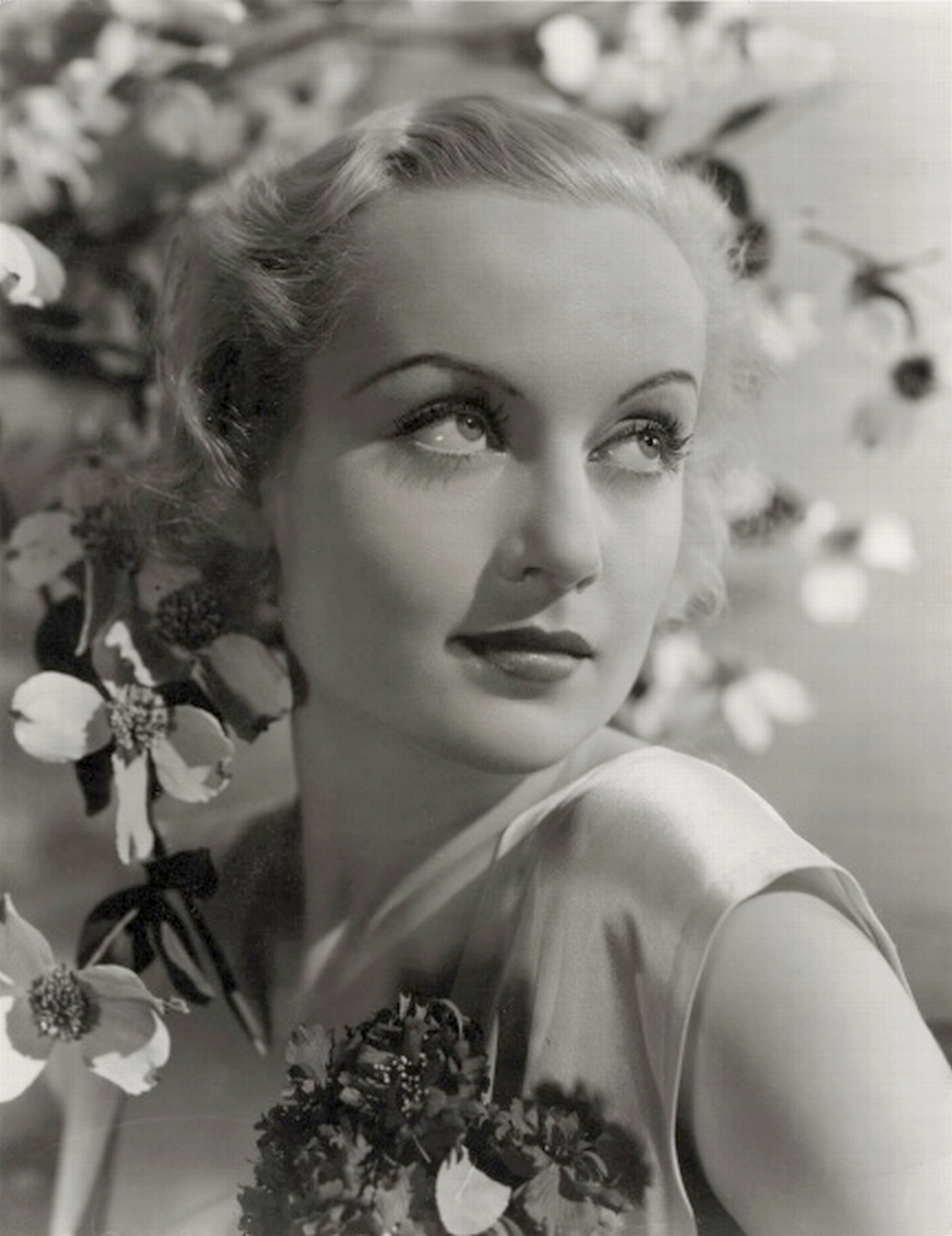
Carole Lombard († 16. Januar)

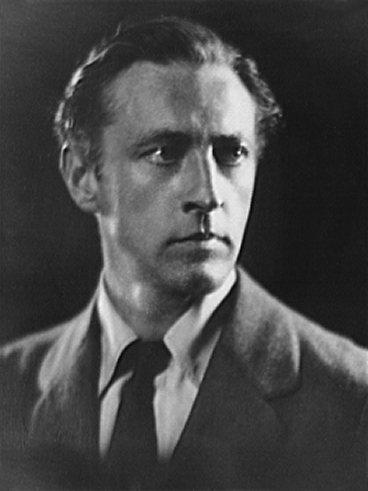
John Barrymore († 29. Mai)

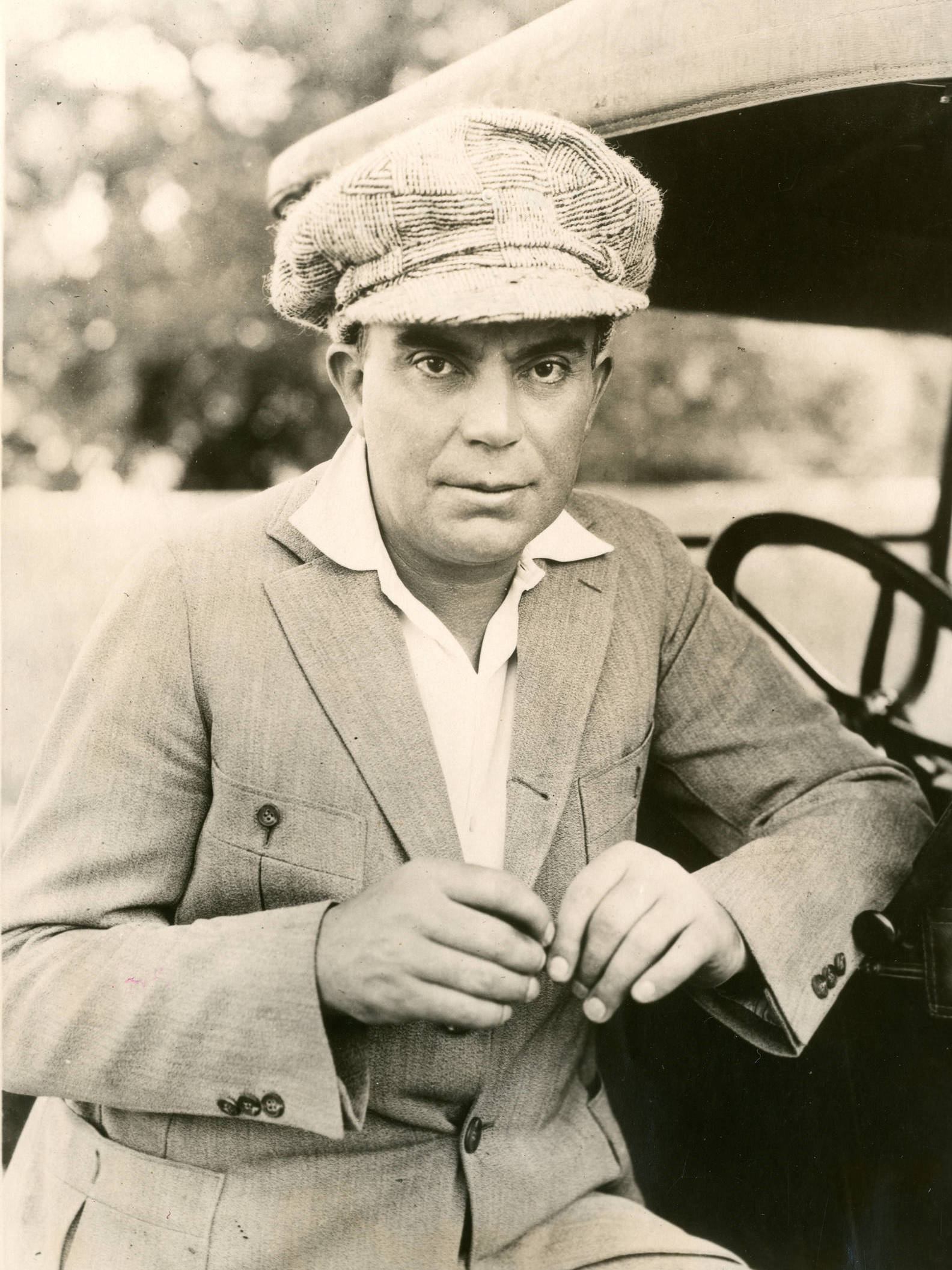
James Cruze († 3. August)

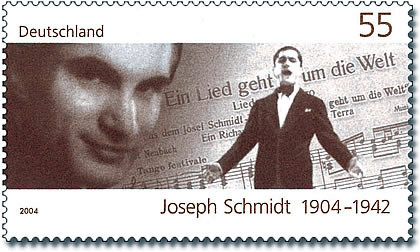
Joseph Schmidt († 16. November)

### Januar bis Juni
- 06. Januar: Tina Modotti, italienische Fotografin (* 1896)
- 11. Januar: Barney McGill, US-amerikanischer Kameramann (* 1890)
- 16. Januar: Carole Lombard, US-amerikanische Schauspielerin (* 1908)
- 22. Januar: Emmy Wyda, deutsche Schauspielerin (* 1876)

- 22. Februar: Stefan Zweig, österreichischer Schriftsteller (* 1881)
- 23. Februar: Robert Katscher, österreichischer Liedtexter und Komponist (* 1894)
- 25. Februar: Sidney D. Mitchell, US-amerikanischer Liedtexter und Komponist (* 1888)

- 22. März: Alexander Wolkow, russischer Regisseur (* 1885)

- 10. April: Carl Schenstrøm, dänischer Schauspieler und Regisseur (* 1881)

- 14. Mai: Frank Churchill, US-amerikanischer Komponist (* 1901)
- 29. Mai: John Barrymore, US-amerikanischer Schauspieler (* 1882)

- 01. Juni: Edwin C. Hahn, US-amerikanischer Filmtechniker (* 1888)
- 10. Juni: Fritz Hirsch, deutscher Schauspieler (* 1888)

### Juli bis Dezember
- 20. Juli: Germaine Dulac, französische Regisseurin (* 1882)
- 25. Juli: Georges Berr, französischer Drehbuchautor und Regisseur (* 1867)

- 01. August: Herbert Selpin, deutscher Regisseur und Drehbuchautor (* 1902)
- 03. August: James Cruze, US-amerikanischer Schauspieler und Regisseur (* 1884)
- 12. August: Phillips Holmes, kanadisch-amerikanischer Schauspieler (* 1907)
- 14. August: Hans Behrendt, deutscher Regisseur (* 1889)
- 23. August: Alfred Rosenthal, deutscher Filmjournalist und -lobbyist (* 1888)
- 27. August: Walter Steinbeck, deutscher Schauspieler (* 1878)
- 29. August: John Gottowt, deutscher Schauspieler (* 1881)

- 20. Oktober: May Robson, australische Schauspielerin (* 1858)
- 27. Oktober: Brenda Fowler, US-amerikanische Schauspielerin (* 1883)
- 28. Oktober: Ferdinand Exl, österreichischer Schauspieler (* 1875)

- 09. November: Edna May Oliver, US-amerikanische Schauspielerin (* 1883)
- 12. November: Laura Hope Crews, US-amerikanische Schauspielerin (* 1879)
- 14. November: Sidney Fox, US-amerikanische Schauspielerin (* 1907)
- 16. November: Joseph Schmidt, deutscher Tenor und Schauspieler (* 1904)

- 12. Dezember: Helen Westley, US-amerikanische Schauspielerin (* 1875)

### Tag unbekannt
- Juli: Robert Liebmann, deutscher Drehbuchautor (* 1890)